# 幼小中高一貫校
幼小中高一貫校（ようしょうちゅうこういっかんこう）とは、既存の幼稚園・小学校・中学校・高等学校を統合した学校。

## 概要
かつて一貫校といえば私立の学校がほとんどであった。しかし園児の発達に合わせた教育をするためには幼稚園、小学校、中学校、高等学校とでまったく別な教育をするより一貫性を持たせて教育をした方が良いということで、近年、北九州市が幼稚園及び小学校並びに中学校及び高等学校を統合した初の公立幼小中高一貫校の開校を計画している。

## 日本の幼小中高一貫校の一覧

### 国立学校
東京都
- お茶の水女子大学附属幼稚園、お茶の水女子大学附属小学校、お茶の水女子大学附属中学校、お茶の水女子大学附属高等学校

広島県
- 広島大学附属幼稚園、広島大学附属小学校、広島大学附属中学校・高等学校

### 私立学校
宮城県
- 聖ウルスラ学院英智幼稚園、聖ウルスラ学院英智小学校・中学校・高等学校
- 聖ドミニコ学院幼稚園 聖ドミニコ学院北仙台幼稚園、聖ドミニコ学院小学校、聖ドミニコ学院中学校・高等学校
- 仙台白百合学園幼稚園、仙台白百合学園小学校、仙台白百合学園中学校・高等学校

千葉県
- 暁星国際君津幼稚園 暁星国際新浦安幼稚園 暁星国際流山幼稚園、暁星国際小学校 暁星国際流山小学校、暁星国際中学校・高等学校
- 日出学園幼稚園、日出学園小学校、日出学園中学校・高等学校

東京都
- 青山学院幼稚園、青山学院初等部、青山学院中等部・高等部
- 学習院幼稚園、学習院初等科、学習院中等科・高等科 学習院女子中等科・高等科
- 暁星幼稚園、暁星小学校、暁星中学校・高等学校
- 国本幼稚園、国本小学校、国本女子中学校・高等学校
- 啓明学園幼稚園、啓明学園初等学校、啓明学園中学校・高等学校
- 光塩幼稚園、光塩女子学院初等科、光塩女子学院中等科・高等科
- 晃華学園暁星幼稚園 晃華学園マリアの園幼稚園、晃華学園小学校、晃華学園中学校・高等学校
- 品川翔英幼稚園、品川翔英小学校、品川翔英中学校・高等学校
- 白百合学園幼稚園、白百合学園小学校、白百合学園中学校・高等学校
- 成城学園幼稚園、成城学園初等学校、成城学園中学校・高等学校
- 聖ドミニコ学園幼稚園、聖ドミニコ学園小学校、聖ドミニコ学園中学校・高等学校
- 玉川学園幼稚部、玉川学園初等部、玉川学園中学部・高等部
- 田園調布雙葉小学校附属幼稚園、田園調布雙葉小学校、田園調布雙葉中学校・高等学校
- 桐朋学園幼稚園、桐朋小学校 桐朋学園小学校、桐朋中学校・高等学校 桐朋女子中学校・高等学校
- 東洋英和幼稚園、東洋英和女学院小学部、東洋英和女学院中学部・高等部
- 雙葉小学校附属幼稚園、雙葉小学校、雙葉中学校・高等学校
- 文教大学付属幼稚園、文教大学付属小学校、文教大学付属中学校・高等学校
- 明星幼稚園、明星小学校、明星中学校・高等学校
- 和光幼稚園 和光鶴川幼稚園、和光小学校 和光鶴川小学校、和光中学校・高等学校

神奈川県
- カリタス幼稚園、カリタス小学校、カリタス女子中学校・高等学校
- 湘南白百合学園幼稚園、湘南白百合学園小学校、湘南白百合学園中学校・高等学校
- 湘南学園幼稚園、湘南学園小学校、湘南学園中学校・高等学校
- 聖セシリア幼稚園、聖セシリア小学校、聖セシリア女子中学校・高等学校
- 桐蔭学園幼稚部、桐蔭学園小学部、桐蔭学園中等教育学校
- 桐光学園みどり幼稚園、桐光学園小学校、桐光学園中学校・高等学校
- 平和学園幼稚園、平和学園小学校、アレセイア湘南中学校・高等学校

愛知県
- 椙山女学園大学附属幼稚園、椙山女学園大学附属小学校、椙山女学園中学校・高等学校

京都府
- 京都幼稚園、京都女子大学附属小学校、京都女子中学校・高等学校
- 京都聖母学院幼稚園、京都聖母学院小学校、京都聖母学院中学校・高等学校
- 光華幼稚園、光華小学校、京都光華中学校・高等学校
- 同志社幼稚園、同志社小学校、同志社中学校・高等学校 同志社女子中学校・高等学校 同志社香里中学校・高等学校 同志社国際中学校・高等学校

大阪府
- アサンプション国際幼稚園、アサンプション国際小学校・中学校・高等学校
- 大阪信愛学院幼稚園・小学校・中学校・高等学校
- 追手門学院幼稚園、追手門学院小学校、追手門学院中学校・高等学校
- 関西大学幼稚園、関西大学初等部、関西大学中等部・高等部
- 近畿大学附属幼稚園、近畿大学附属小学校、近畿大学附属中学校・高等学校
- 賢明学院幼稚園、賢明学院小学校、賢明学院中学校・高等学校
- 四条畷学園大学附属幼稚園、四条畷学園小学校、四条畷学園中学校・高等学校
- 城星学園幼稚園、城星学園小学校、城星学園中学校・高等学校
- 城南学園幼稚園、城南学園小学校、城南学園中学校・高等学校
- 帝塚山学院幼稚園、帝塚山学院小学校、帝塚山学院中学校・高等学校
- 利晶学園幼稚園、利晶学園小学校、初芝富田林中学校・高等学校 初芝橋本中学校・高等学校 利晶学園大阪立命館中学校・高等学校
- PL学園幼稚園、PL学園小学校、PL学園中学校・高等学校
- 箕面自由学園幼稚園、箕面自由学園小学校、箕面自由学園中学校・高等学校

兵庫県
- 愛徳幼稚園、愛徳学園小学校、愛徳学園中学校・高等学校
- 関西学院幼稚園、関西学院初等部、関西学院中学部・高等部
- 甲子園学院幼稚園、甲子園学院小学校、甲子園学院中学校・高等学校
- 甲南幼稚園、甲南小学校、甲南中学校・高等学校 甲南女子中学校・高等学校
- 神戸海星女子学院マリア幼稚園、神戸海星女子学院小学校、神戸海星女子学院中学校・高等学校
- 仁川学院マリアの園幼稚園、仁川学院小学校、仁川学院中学校・高等学校
- 雲雀丘学園幼稚園 雲雀丘学園中山台幼稚園、雲雀丘学園小学校、雲雀丘学園中学校・高等学校
- 百合学院幼稚園、百合学院小学校、百合学院中学校・高等学校

奈良県
- 帝塚山幼稚園、帝塚山小学校、帝塚山中学校・高等学校
- 天理幼稚園、天理小学校、天理中学校・高等学校
- 奈良育英幼稚園、奈良育英小学校、奈良育英中学校・高等学校
- 奈良学園幼稚園、奈良学園小学校、奈良学園中学校・高等学校

岡山県
- ノートルダム清心女子大学附属幼稚園、ノートルダム清心女子大学附属小学校、清心中学校・清心女子高等学校

広島県
- 広島三育学院幼稚園、広島三育学院小学校、広島三育学院中学校・高等学校
- 安田幼稚園、安田小学校、安田女子中学校・高等学校
- 福山暁の星幼稚園、福山暁の星小学校、福山暁の星女子中学校・高等学校

徳島県
- 生光学園幼稚園、生光学園小学校、生光学園中学校・高等学校

高知県
- 高知学園短期大学附属幼稚園、高知小学校、高知中学校・高等学校

福岡県
- 敬愛幼稚園、敬愛小学校、敬愛中学校・高等学校
- 福岡雙葉小学校附属幼稚園、福岡雙葉小学校、福岡雙葉中学校・高等学校